# Megalopyge tharops
Megalopyge tharops is een vlinder uit de familie van de Megalopygidae. De wetenschappelijke naam van de soort is voor het eerst geldig gepubliceerd in 1782 door Stoll.